# Belägringen av Cawnpore

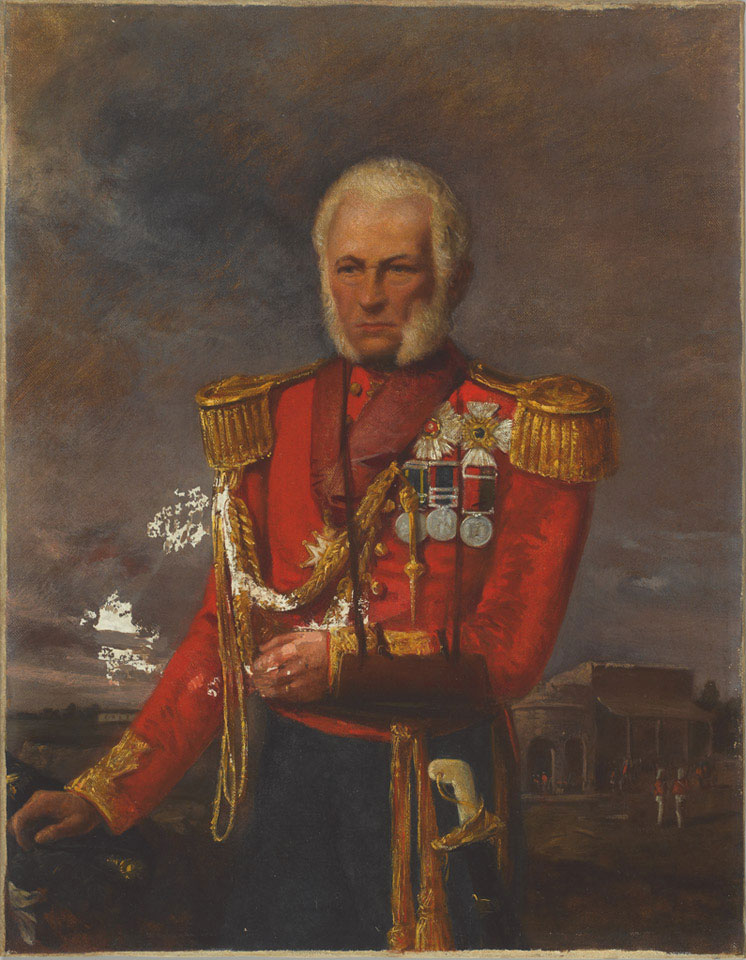
Sir Hugh Wheeler

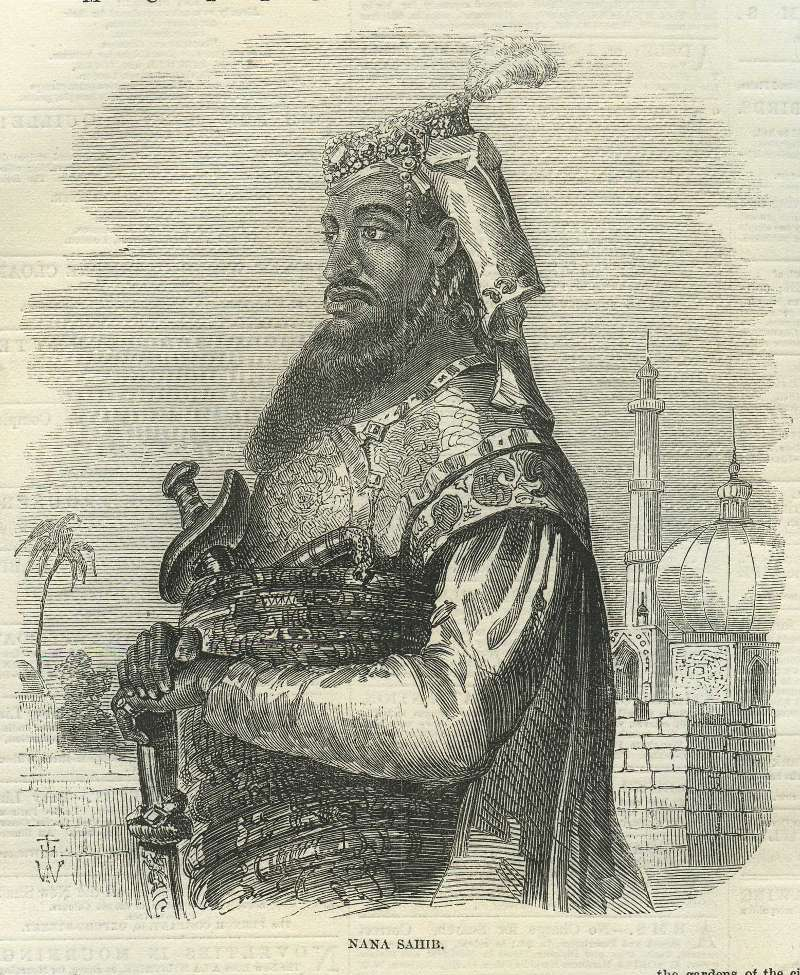
"Nana Sahib" (Dhundu Pant)

Belägringen av Cawnpore var en av de viktigaste händelserna under sepoyupproret mot britterna i Indien 1857-1859. Mellan 5 och 25 juni 1857 belägrades britterna i en förskansning i Cawnpore av Nana Sahibs styrkor. 
Britterna fick fri lejd ur staden med löfte om att få avresa med båt mot Allahabad, men de brittiska soldaterna dödades istället i Satichaura Ghat-massakern vid flodstranden 27 juni. Kvinnorna och barnen togs tillfånga och hölls som gisslan fram till att de dödades i Bibigharmassakern 15 juli. Denna massaker användes sedan som stridsrop i den brittiska propagandan under resten av kriget. 

## Bakgrund
Efter en tids oroligheter utbröt utbröt seppoyupproret 10 maj 1857 genom myteriet i Meerut och Delhi. Det spred sig sedan därifrån till Agra, Mathura och Lucknow. Den 30 maj 1857 inledde rebellerna belägringen av Lucknow inte långt från Cawnpore. Befälhavaren för den brittiska garnisonen i Cawnpore, Hugh Massey Wheeler, var övertygad om att upproret inte skulle sprida sig till Cawnpore. Han talade det lokala språket och var gift med en indisk kvinna, och de indiska soldaterna i Cawnpore visade inga tecken till missnöje. Wheeler betraktade Cawnpore som så tryggt att han sände två kompanier ur sina styrkor för att hjälpa britterna i Lucknow. 
Prins Nana Sahib, som tidigare hade avsatts av britterna som tronarvinge till Cawnpore, förklarade sig och sin styrka av 300 soldater lojal mot britterna.
Britterna i Cawnpore utgjordes av ungefär 900 personer, av vilka cirka 300 var brittiska soldater, cirka 300 var kvinnor och barn, och cirka 150 var manliga civila av olika slag. I fall av nödläge var den militärt mest lämpliga förskanskningen i staden det brittiska magasinet i norra delen av Cawnpore. Wheeler utsåg dock istället militärbarackerna i södra delen av staden som befästning om det skulle visa sig nödvändigt. Detta beslut var kontroversiellt. Militärbarackerna var uppförda nyligen, och endast två av de nio var färdigbyggda, de var inte sanitära, och de hade endast en brunn, som låg på ett sådant sätt att den skulle ligga under direkt beskjutning; några diken eller skyddsvallar hade ännu inte uppförts runt barackerna, som dessutom låg på låg mark omgivna av några byggnader, från vilka man hade god sikt över barackerna. 
Wheeler beslut att utse de södra barackerna till förskansning om behov skulle uppstå har blivit hårt kritiserat på grund av platsens militära olämplighet och det faktum att en bättre plats fanns tillgänglig i norra delen av staden. Anledningen tros ha varit att han väntade sig att sepoys, om de gjorde uppror, inte skulle bry sig om en lång belägring av britterna i Cawnpore utan prioritera att ge sig av till Delhi, och att britterna därmed endast rent tillfälligt behövde ta sin tillflykt dit; och att han förväntade sig att brittisk undsättning skulle komma till Cawnpore söderifrån. Dessutom tycks han ha haft en uppriktig tro på att Cawnpore var tryggt.  
31 maj utbröt ett myteri i militärstationen Fatehgarh utanför Cawnpore. Wheeler utövade policyn att splittra de indiska soldaterna i Cawnpore genom att sända ut dem på olika uppdrag runt staden, och sände ut en sådan styrka för att kväva myteriet i Fatehgarh. Hans utsända styrka förenade sig under natten med myteristerna. 
I Cawnpore uppstod en orolig stämning när de brittiska soldaterna uppförde en förskansning och samlade ihop vapenförråd, och de brittiska civila övergav sina bostäder och flyttade in i fästningen. De indiska soldaterna fick order om att hämta sin avlöning en och en för att undvika oroligheter. 2 juni sköt en berusad brittisk soldat en indisk soldat, arresterades men frikändes redan nästa dag. Rykten gick att britterna planerade att sammankalla sepoys till en parad och sedan öppna eld mot dem.

## Belägringen av Cawnpore

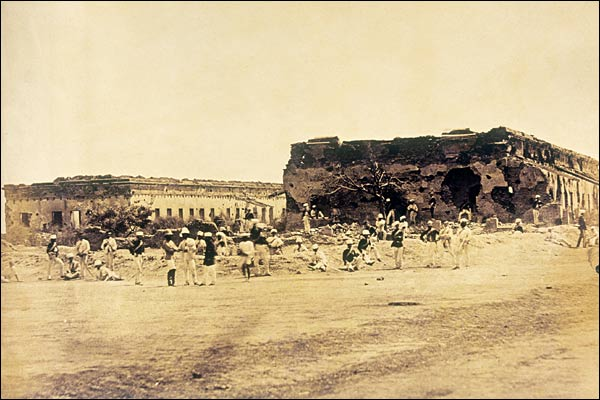
Up to 1,000 British troops, their families and loyal sepoys were holed up in Gen Wheeler's entrenchment in Kanpur for three weeks in June 1857 where they were constantly bombarded by a local prince, Nana Sahib's army.

5 juni utbröt myteriet i Cawnpore med tre skott från 2:a bengaliska kompaniet. Alla indiska soldater utom cirka 150 stycken deserterade sedan genom att överge britterna med syfte att ge sig av till Delhi. Morgonen 6 juni tog de myteristiska trupperna med sig så mycket pengar, vapen och ammunition de kunde bära med sig, och gav sig sedan av mot Delhi för att ställa sig under befäl av Bahadur Shah II. Britterna trodde då att de skulle slippa en belägring. 
Samma dag överlämnade 53:e indiska regementet det brittiska magasinet i norra delen av staden åt Nana Sahib i tron att han skulle skydda det åt britterna. Efteråt förklarade dock Nana Sahib att han var lojal mot Bahadur Shah II, och började marschera mot Delhi för att ansluta sig till honom. På vägen till Delhi blev dock Nana Sahib övertygad om att det vore mer fördelaktigt för honom att återvända till Cawnpore och besegra britterna som ledare för rebellerna i Cawnpore, snarare än att underkasta sig andras befäl i Delhi. På vägen tillbaka till Cawnpore mötte Nana Sahib myteristerna från Cawnpore, och övertalade dem att ställa sig under hans befäl och återvända för att belägra britterna i Cawnpore snarare än att fortsätta till Delhi. 
6 juni började belägringen av den brittiska förskansningen i Cawnpore genom ett anfall av Nana Sahibs förenade styrkor. Belägringen varade i tre veckor. Förskansningen led av brist på mat och vatten. Den svåra trängseln och de dåliga sanitära förhållandena orsakade dysenteri, kolera och smittkoppor. De döda kropparna kunde inte begravas i jorden, utan fick därför stapplas på hög utanför byggnaderna. 
Området låg under direkt beskjutning från byggnaderna omkring. 13 juni förstördes sjukhusbyggnaden och dess patienter brändes inne, vilket ytterligare förvärrade förhållandena. 21 juni hade britterna förlorat en tredjedel av sin styrka. 
Rebellernas tro att britterna hade minerat förskansningens diken med krut som skulle sprängas om någon tog sig över dem, utgjorde dock en hämning för anfallarna. 
24 juni sände Nana Sahib en brittisk fånge, Rose Greenway, till förskansningen med ett erbjudande om fri lejd för britterna till Satichaura Ghat, en plats vid Ganges från vilken de kunde resa till Allahabad. 
Erbjudandet upprepades, denna gång med Nana Sahibs personliga signatur. Denna gång accepterade britterna erbjudandet. Britterna stannade kvar i fästningen ytterligare ett dygn för att begrava de döda och förbereda sig för resan.

## Satichaura Ghat-massakern

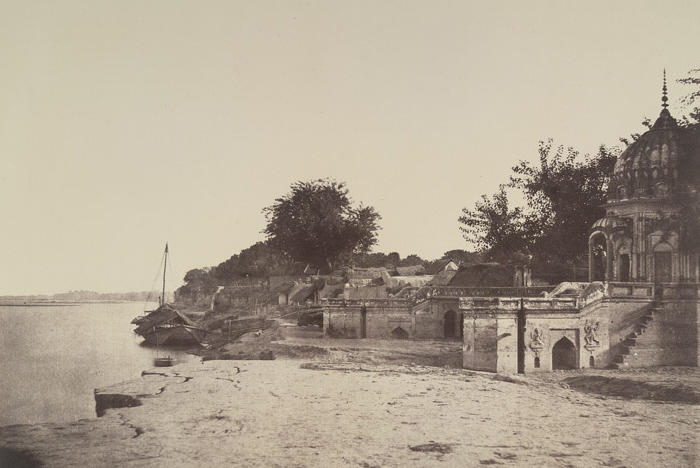
Slaughter Ghat, Cawnpore

På morgonen 27 juni lämnade britterna förskansningen i Cawnpore. Nana Sahib sände kärror och vagnar avsedda för kvinnor, barn och de sjuka. De brittiska soldaterna tilläts behålla sina vapen. Britterna eskorterades till flodstranden vid Satichaura Ghat av hela rebellarmén. Vid Satichaura Ghat hade Nana Sahib arrangerat fyrtio båtar avsedda för britternas avfärd till Allahabad. General Wheeler och hans sällskap steg i den första båten, och Wheelers båt och ytterligare en båt kunde kasta ankar och börja färden på vattnet. De övriga 38 båtarna lyckades dock inte ta sig vidare på vattnet utan fastnade på stranden. 
Vad som hände därefter är inte helt klart. De indiska båtsmännen ska plötsligt alla ha hoppat från de brittiska båtarna och börjat simma mot stranden efter ljudet av trumpeter. Några av båtarna välte omkull i vattnet av deras hopp, och andra fattade eld. Motstridiga uppgifter råder om det var britter eller indier som sedan avfyrade de första skotten. Vad som står klart är att det som följde utvecklade sig till en massaker på britterna. Nana Sahibs general Tatya Tope ska ha gett order till 2:a bengaliska kavalleriet att öppna eld mot britterna. Indiska sowarer begav sig sedan ut i vattnet för att döda de återstående brittiska soldaterna med svärd och pistoler. Alla överlevande vuxna män dödades. Nana Sahib motsatte sig dock att kvinnor och barn skulle dödas, och ungefär 120 kvinnor och barn blev därför tillfångatagna och fördes först till Nana Sahibs högkvarter Savada House och därifrån till Bibighar. Det är omtvistat om Nana Sahib faktiskt hade planerat massakern, eller om den hade utbrutit av misstag.  
En handfull britter överlevde Satichaura Ghat-massakern och undgick att hamna i Nana Sahibs fångenskap genom att tillfångatas och föras bort av privatpersoner, så som Ulrica Wheeler, Amelia Horne, trumslagarhustrurna Eliza Bradshaw och Elizabeth Letts, och Eliza Fanthome.
Under tiden hade general Wheelers båt hunnit iväg längs floden; den andra båten som kommit iväg sänktes. Wheelers båt förföljdes längs flodstranden under skottlossning mellan britterna på båten och indiska soldater från stranden. Dagen därpå strandade båten, och efter en kort strid höjde britterna vit flagg och togs tillfånga. De fördes till Nana Sahibs högkvarter Savada House, där de överlevande männen tvingades sätta sig på marken. När Nana Sahib förberedde sina soldater för att öppna eld, bad de brittiska soldathustrurna om att få dö med sina män, men greps och fördes bort innan rebellerna öppnade eld och avrättade männen. Kvinnor och barn fördes sedan till de övriga tillfångatagna kvinnorna i Bibighar.

## Bibigharmassakern

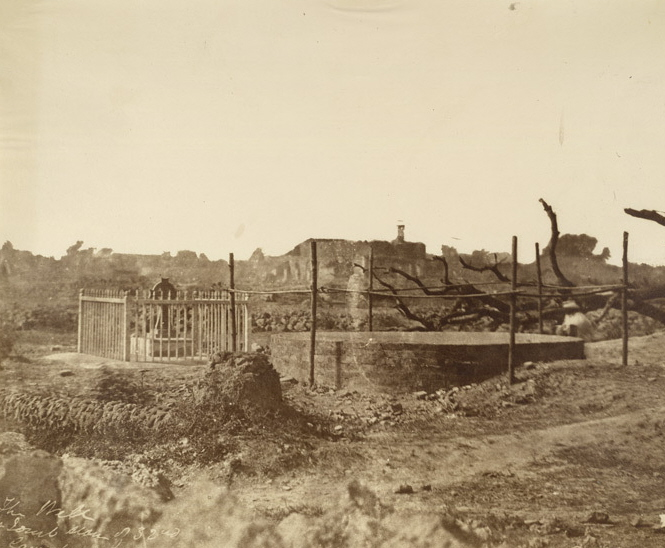
1858 Kanpur well monument

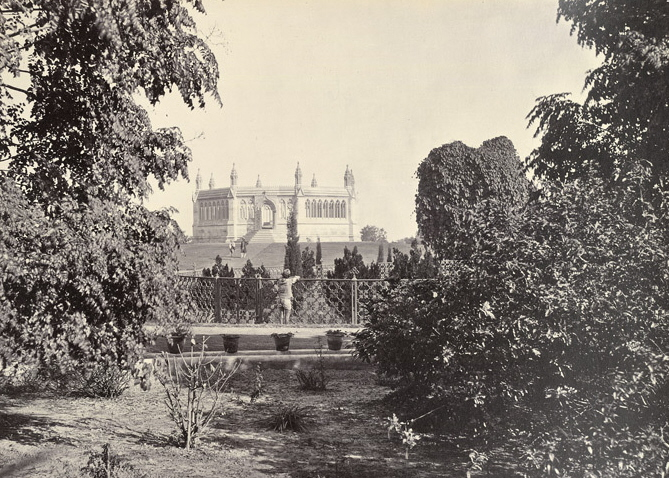
Outside of well, Cawnpore

Omkring 120 brittiska kvinnor och barn hölls sedan fångna i Bibighar eller Bibi Ghar. Huset hade tidigare tillhört Sir George Parker och kallades Bibighar helt enkelt för att namnet betydde "kvinnornas hus". Utöver de 120 kvinnorna och barnen från Cawnpore, fördes snart ytterligare tillfångatagna brittiska kvinnor och barn dit från området omkring staden, som Fatehgarh, vilket gjorde att antalet fångar uppgick till omkring 200. Nana Sahib gav en prostituerad kvinna vid namn Hussaini Khanum ansvaret för fångarna, och hon sysselsatte dem med att mala korn för chapatis. Dåliga sanitära förhållanden gjorde att kolera och dysenteri härjade bland fångarna. 
Nana Sahib ämnade använda fångarna för att förhandla med britterna. General Henry Havelock lämnade 11 juli Allahabad med en stor brittisk styrka för att återta Cawnpore och Lucknow. 12 juli besegrade britterna Nana Sahibs armé och återtog staden Fatehpur. 
15 juli segrade britterna i slaget vid Aong. Rapporter anlände till Cawnpore om den brittiska arméns våld och avrättningar på deras väg mot staden. Under tiden diskuterade Nana Sahib, Tatya Tope och Azimullah Khan vad som skulle ske med de brittiska fångarna i Bibighar. Förslag gavs om att döda fångarna. De kvinnliga medlemmarna av Nana Sahibs familj ska ha motsatt sig förslaget och hungerstrejkat i protest. 
15 juli gavs order till sepoys att döda fångarna. Det är inte känt vem som gav denna order. Först hämtades de fyra återstående vuxna brittiska männen och avrättades, en av dem en fjortonårig pojke. Sepoys vägrade dock att döda även kvinnorna och barnen, trots hot från Tatya Tope. Nana Sahib själv lämnade platsen för att slippa bevittna händelsen. 
De brittiska kvinnorna och barnen fick sedan order om att komma ut ur huset. De vägrade att komma ut och barrikaderade sig istället i huset genom att knyta ihop dörrhandtagen med hjälp av klädesplagg. Sepoys avfyrade sedan skott in i Bibighar genom husets förbommade fönster. 
När nästa grupp sepoys skulle avfyra sina gevär stördes de av scenen och avfyrade istället sina skott i vädret. När skrik och stönanden hördes från huset lade resten av de indiska soldaterna ned sina vapen och förklarade att de vägrade döda fler kvinnor och barn. 
Begum Hussaini Khanum kallade då sepoys fega och uppmanade dem att slutföra uppgiften. När hon misslyckades med att övertala dem, anlitades istället slaktare för att avsluta uppgiften. Slaktarna gick därefter in i huset och dödade kvinnorna och barnen med köttyxor. 
Dagen därpå, 16 juli, sändes en grupp gatusopare in i huset för att klä av liken nakna och kasta ned kropparna i en uttorkad brunn på gården. Under arbetet gjordes upptäckten att tre kvinnor, och tre små pojkar mellan fyra och sju års ålder, hade överlevt massakern genom att gömma sig under redan döda kroppar. De levande blev liksom de döda avklädda enligt order och nedkastade i den uttorkade brunnen; de levande kastades ned först, och kvävdes sedan av de döda kroppar som kastades ned ovanpå dem. Många av kropparna styckades. Då den uttorkade brunnen inte rymde 200 kroppar, kastades en del av dem i Ganges.    
Britterna nådde fram till Cawnpore några timmar senare samma dag. Då de begav sig till Bibighar för att befria fångarna, fann de huset tomt och fläckat av blod. Rester av kvinnokläder och långa hårstrån avklippta från kvinnor låg strödda i huset och i trädgården. På gården återfanns brunnen full med styckade lik, och bredvid den ett träd fläckad av hjärnsubstans från barn, vars skallar hade slagits där innan de kastades ned i brunnen. 
De brittiska styrkorna reagerade med en otyglad hämndvåg mot Cawnpore efter scenerna i Bibighar. Soldaterna tilläts härja, plundra och bränna i staden, vars civilbefolkning sades var medskyldiga till massakern bara genom att inte ha stoppat den. Varje sepoy som påträffades och tillfångatogs och inte kunde bevisa att han inte deltagit i massakern avrättades genom summariska domslut. De som erkände att de deltagit i massakern tvingades slicka det blodiga golvet i Bibighar. De flesta avrättades genom att hängas inom åsyn för brunnen i Bibighar, men andra blev skjutna, dödade med bajonetter eller fastbundna vid kanoner som sedan avfyrades genom deras kroppar. 
Bibigharmassakern användes därefter i den brittiska propagandan under kriget, och de brittiska trupperna använde "Remember Cawnpore!" som ett stridsrop. Många övergrepp och summariska avrättningar begicks av de brittiska trupperna i byar och städer runtomkring Cawnpore.

## Efterspel
19 juli erövrades britterna Bithoor, där de brände Nana Sahibs palats. Tatya Tope försökte i november 1857 återta Cawnpore, men besegrades i det andra slaget vid Cawnpore 19 november 1857, varefter sepoyupproret i trakterna kring Cawnpore uppges ha slagits ned. Tatya Tope förenade istället sina styrkor med Rani Lakshmibai. Nana Sahib försvann och uppgavs 1859 ha flytt till Nepal.